# 崔秉官
崔 秉官（チェ・ビョングァン、朝鮮語: 최병관、生没年不詳）は、朝鮮民主主義人民共和国の政治家。元駐中国大使。

## 経歴
出生地その他は不明、しかし外務省領事局長を2回務め、行政業務に精通していた。2000年に駐ラオス大使を経て、 2010年4月、前任の崔鎮洙の後任として、駐在中国大使となる。
しかし、2010年10月、異例ともいうべき大使の交代人事で池在龍にその職を譲った。本来であれば、中国駐在大使は「長期にわたって安定した関係を」ということで比較的長い目（8年から10年ほど）の在任になることが多いが、このわずか半年での交代は大いに話題を呼んだ。この交代には諸説あり、本人の健康問題、能力的な問題の他にも、崔氏が局長級の大使であり、下位レベルにあるとの憶測もある。（後任の池在龍が局長よりも格上の党副部長クラスということもあり） 天安沈没事件後、中朝関係は回復し始めており、北朝鮮側は中朝関係の重要性を反映するために、駐中国大使のレベルを上げる必要性を感じていたためとも言われている。